# Peter Scholl
 Peter Scholl (* 5. Oktober 1934 in Lahr; † 2019) war ein deutscher Tennisspieler und Autor von Trainingsbüchern zum Tennis.
Er war ein Tennisschüler von Gottfried von Cramm und spielte von 1956 bis 1958 für die deutsche Davis-Cup-Mannschaft. Bei fünf Begegnungen bestritt er drei Einzel, von denen er eines gewann, sowie vier Doppelpartien, von denen er ebenfalls eine gewinnen konnte. Später wurde er Tennis-Bundesliga-Trainer. Scholl war auch ein geachteter Autor von Tennisfachliteratur. Zu seinen Büchern gehört unter anderem das Standardwerk „Richtig tennisspielen“, aber auch „Tennis ist toll“ und „Die perfekte Tennisspielerin“.

## Werke (Auswahl)
- Richtig tennisspielen. BLV-Verlagsgesellschaft, München 1995, ISBN 3-405-14490-6
- Tennis ist toll: von den Besten lernen. BLV-Verlagsgesellschaft, München 1991, ISBN 3-405-14165-6
- mit Christa Scholl: Die perfekte Tennisspielerin. BLV-Verlagsgesellschaft, München 1980, ISBN 3-405-11879-4